# Megyer
Megyer es un pueblo ubicado en el distrito de Sümeg, en el condado de Veszprém, Hungría.

## Superficie
Posee una superficie de 4,260 kilómetros cuadrados.

## Demografía
Hasta 2019 la población era de 19 habitantes, con una densidad de población de 4,460 habitantes por kilómetro cuadrado.